# موتيسية قنابية
موتيسية قنابية (الاسم العلمي: Mutisia involucrata) هو نوع نباتي يتبع جنس الموتيسية من فصيلة النجمية.